# مرکز حقوقی دانشگاه جورج تاون
مرکز حقوقی دانشگاه جورج تاون یکی از مدرسه های حرفه ای دانشگاه جرج تاون در واشینگتن دی سی است که در سال ۱۸۷۰ تأسیس شد، این دومین دانشکده بزرگ حقوق در ایالات متحده است
مرکز حقوقی  جورج تاون در رتبه‌بندی یواس نیوز اند ورلد ریپورت ' ۲۰۲۰ از بهترین دانشکده‌های حقوق ایالات متحده است.

## تاریخ
مرکز حقوقی  جورج تاون در سال ۱۸۷۰ افتتاح شد، اولین دانشکده حقوق بود که توسط یک مؤسسه توسط انجمن عیسی در ایالات متحده اداره می‌شد. دانشکده حقوق جورج‌تاون (واشینگتن، دی سی) از سال ۱۸۹۰ از محوطه دانشگاه اصلی جرج تاون جدا شده‌است (در همسایگی جورج تاون). ساختمان مرکز حقوقی در خیابان نیوجرسی قرار دارد. این دانشکده کتابخانه حقوقی ادوارد بنت ویلیامز را در سال ۱۹۸۹ و مرکز دانشجویی گویرز در سال ۱۹۹۳ اضافه کرد. «پروژه تکمیل ساختمان» در سال ۲۰۰۴ با اضافه شدن ساختمان بین‌المللی هاتونگ و مرکز ورزشی و بدنسازی به پایان رسید.

## هزینه‌ها
هزینه کل حضور (هزینه شهریه و هزینه‌های زندگی) در مرکز حقوقی  جورج تاون برای سال تحصیلی ۲۰۱۹–۲۰۲۰ ۹۴٫۵۰۰ دلار است. دانشکده حقوق، برآورد کرده‌است که هزینه حضور با سهم بدهی برای سه سال ۳۴۷٫۱۵۰ دلار است.

## محوطه دانشگاه

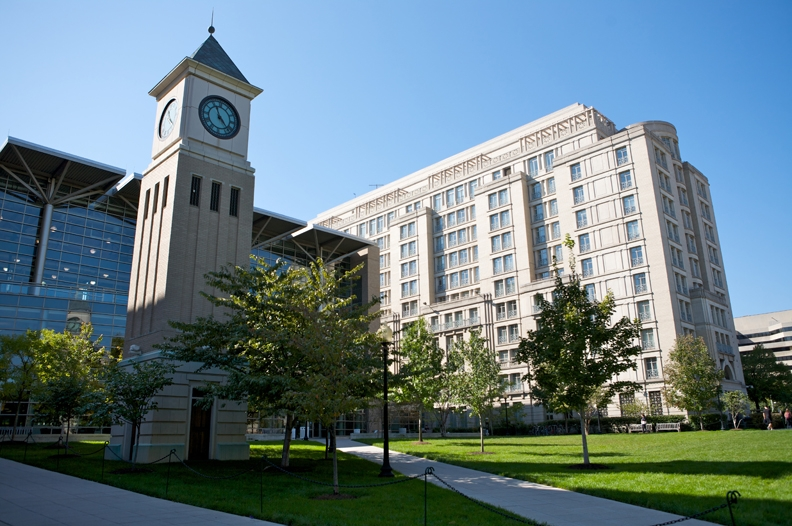
دانشکده حقوق، دانشگاه جورج تاون

مرکز حقوقی  در ناحیه کاپیتول هیل از واشینگتن واقع شده‌است این دانشکده از پنج ساختمان تشکیل شده‌است. کلاسهای درس و دفاتر مرکز حقوقی را در خود جای داده و توسط ادوارد دورل استون طراحی شده‌است. ساختمان کتابخانه حقوق ادوارد بنت ویلیامز (۱۹۸۹) بیشتر مجموعه کتابخانه‌های دانشکده را شامل می‌شود و یکی از بزرگترین کتابخانه‌های حقوق در ایالات متحده است. مرکز حقوق بین‌الملل اریک ای هاتونگ (۲۰۰۴) شامل دو طبقه فضای کتابخانه ای است که مجموعه بین‌المللی را در خود جای داده‌است، همچنین شامل کلاس‌های درس، دفاتر و اتاق‌های جلسات است. کلینیک دانشجویی مرکز حقوق، مرکز ارتقاء سلامتی، مسکن به سبک آپارتمان فراهم می‌کند. دفتر مشاوره و خدمات روانپزشکی، یک نمازخانه اختصاصی برای اعضای مسلمان انجمن حقوق، یک دادگاه مجازی و یک فضای برگزاری سالن اجتماعات که معمولاً برای کنفرانس‌های دانشگاهی مورد استفاده قرار می‌گیرد. مرکز ورزشی و تناسب اندام اسکات کی گینزبرگ چهار سطح (۲۰۰۴) شامل استخر، امکانات بدنسازی و کافه است و ساختمان هاتونگ را به مرکز دانشجویی گویرز متصل می‌کند.

## کتابخانه
کتابخانه حقوق جورج تاون از تلاشهای پژوهشی و آموزشی دانشجویان و دانشکده‌های مرکز حقوق دانشگاه جورج تاون پشتیبانی می‌کند. این دومین دانشکده بزرگ حقوق در ایالات متحده است و به عنوان یکی از امکانات برتر تحقیق در زمینه حقوق، کتابخانه حقوق چهارمین مجموعه بزرگ کتابخانه حقوقی کشور را در خود جای داده و به هزاران نشریه آنلاین دسترسی دارد. کتابخانه حقوقی در سال ۲۰۱۰ توسط The National Jurist به عنوان چهاردهمین کتابخانه برتر حقوق در کشور در رتبه‌بندی قرار گرفت.
این مجموعه به دو ساختمان تقسیم شده‌است. کتابخانه حقوقی ادوارد بنت ویلیامز (۱۹۸۹) پس از واشینگتن، ادوارد بنت ویلیامز، وکیل دی سی، دانش‌آموخته مرکز حقوقی و بنیانگذار شرکت معتبر دادرسی ویلیامز و کانوللی نامگذاری شده‌است. این مجموعه شامل مجموعه حقوقی مرکز حقوقی ایالات متحده، بایگانی مرکز حقوق و کتابخانه ملی عدالت برابر است. ساختمان کتابخانه ویلیامز از پنج طبقه فضای جمع‌آوری و مطالعه تشکیل شده‌است و فضای دفتر بسیاری از مجلات حقوقی مرکز حقوق در سطح اول کتابخانه حقوق را در اختیار شما قرار می‌دهد.